# Mîkolaiivka, Verhnodniprovsk
Mîkolaiivka (în ucraineană Миколаївка) este un sat în comuna Vodeane din raionul Verhnodniprovsk, regiunea Dnipropetrovsk, Ucraina.

## Demografie
Componența lingvistică a localității Mîkolaiivka
     Ucraineană (92,12%)
     Rusă (7,39%)
Conform recensământului din 2001, majoritatea populației localității Mîkolaiivka era vorbitoare de ucraineană (92,12%), existând în minoritate și vorbitori de rusă (7,39%).